# Кобцев, Аристарх Аристархович
Кобцев Аристарх Аристархович (рус. дореф. Кобцевъ Аристархъ Аристарховичъ, 6 апреля 1884, г. Одесса, Херсонская губерния, Российская империя — 28 февраля 1961, Одесса, Украинская ССР, СССР) — русский художник, гражданин Российской империи и СССР.  
Выпускник Одесской частной художественной школы Остроменского.
С 1909 по 1922 — член Товарищества южнорусских художников. В 1918—1922 член Общества независимых художников. С 1922 по 1929 год — член Товарищества художников имени Кириака Костанди.   С 1938 года — член Союза художников УССР. Всю свою жизнь работал в г. Одесса. За годы своей жизни Кобцев написал более 1000 работ разных жанров .

## Семья
Брат Владимир — имперский чиновник, расстрелян в начале 1920-х.
Брат Еммануил умер от болезни в подростковом возрасте.
Сестра Зинаида вышла замуж за сына одесского купца-миллионера Федора Ивановича Марцина.
Жена — Елена Артемьевна Бойко (женился в 21 год). В 1907 году у Кобцева родился сын Валентин, а в 1909 — сын Николай.
Николай имел художественный талант, однако умер от болезни в 1924 году.
Валентин прожил долгую жизнь. В 1916—1919 годах Валентин учился в третьей одесской гимназии с Сергеем Королёвым. Получил квалификацию инженера в Московском государственном универсистете путей сообщения. Принимал участие в военных действиях во второй мировой войне. За восстановление промышленности Молдовы стал кавалером ордена Ленина.

## Биография

Товарищество южнорусских художников (ТЮРХ). Кобцев в 2-м ряду, № 7 слева. В центре — председатель товарищества Кириак Костанди

Кобцев среди членов Общества независимых художников. Кобцев в 2-м ряду, № 2 слева.

21 апреля 1887 — рождение в г. Одесса, (Российская империя, теперь Украина), в семье Аристарха Федотовича Кобцева, технического специалиста главных железнодорожных мастерских Одесской железной дороги.
1898—1901 — учился в техническом училище Одесской железной дороги.
1901—1905 — учился в Одесской частной художественной школе Остроменского.Получил дворянство и квалификацию преподавателя.
1902 — начинает работать чертежником.
1905 — женился на Елене Бойко, дочке отставного козака.
1907—1918 — Рисует шаржи в газете «Одесские новости» (1907), «Одесский курьер» (1909), «Одесская мысль»(1909), в иллюстрированные приложения к газетам «Одесское слово» (1910), «Одесские новости» (1912), в журналы «Волна» (1910), «Крокодил» (1911—1912), «Бомба» (1917), «Жизнь и искусство» (Киев, 1914), «Фигаро» (1918).
Графически оформил обложку журнала для еврейских детей «Колосья» (1913) и ведущего художественного журнала Санкт-Петербурга «Аполлонъ» за 1912 год, обложку первой книги поэта Марка Талого «Чаша вечерняя» (1910).
1909 — принят в Товарищество южнорусских художников.
1910 — преподаватель в техническом училище Одесской железной дороги.
1917 — получает квалификацию преподавателя графического искусства.
1917 — вступил в Общество независимых художников.
1920 — вступил в Профессиональный союз художников.
1922 — вступил в Товарищество художников имени Кириака Костанди.
1938 — принят в Союз художников УССР. Выбран членом правления, главой живописной секции г. Одесса.
1941—1944 — профессор живописи в открытой Академии изящных искусств, преподаватель лицея № 2 и лицея при Одесской консерватории, реставратор Свято-Успенского собора.
1944 — повторно принят в Союз художников УССР.
1960 — принят в Союз художников СССР.
28.02.1961 — умер. Погребен на 49 участке 2-го христианского кладбища г. Одесса.

## Выставки
1909 — XX выставка ТЮРХ.
1910 — Выставка в первом Салоне Издебского.
1910 — ХХІ выставка ТЮРХ.
1910 — Выставка молодых художников.
1911 — ХХІІ выставка ТЮРХ.
1912 — ХХIII выставка ТЮРХ.
1913 — II весенняя выставка картин объединённых, графическое оформление каталога.
1914 — Весенняя выставка картин музея Товарищества изящных искусств, каталог богато проиллюстрирован графикой Кобцева.
1915 — Выставка ТЮРХ, графическое оформление каталога.
1916 — Выставка картин ТЮРХ в Одесском городском музее изящных искусств (сбор средства проводился для приюта детей воинов).
1917 — Выставка ТЮРХ.
1918 — Выставка картин ТЮРХ в Одесском городском музее изящных искусств.
1919 — Выставка картин ОНХ в Одесском городском музее изящных искусств.
1925 — I выставка Товарищества художников имени Кириака Костанди.
1926 — II выставка Товарищества художников имени Кириака Костанди.
1927 — III выставка Товарищества художников имени Кириака Костанди.
1928 — IV выставка Товарищества художников имени Кириака Костанди.
1929 — V выставка Товарищества художников имени Кириака Костанди.
1936 — Осенняя выставка художников г. Одесса.
1937 — Юбилейная выставка художников СССР.
1937 — Выставка этюдов художников Украины и Молдовы в государственной картинной галерее г. Харьков. Выставка также экспонировалась в Киеве, Днепре и Одессе.
1938 — Выставка работ художников г. Одесса.
1940 — Вторая отчетная выставка художников г. Одесса.
1941 — Выставка, творческий отчет художников А. А. Кобцева и Д. М. Муцельмахера.
1942 — Художественная выставка в связи с открытием Художественной Академии в г. Одесса.
1943 — Художественная выставка Salonul Oficial. De Pictură, Sculptură, Gravură şi Ceramică. Guvernămăntul civil al Transnistriei. Odesa.
1944 — Отчетная выставка одесских художников, декабрь.
1947 — IX Украинская художественная выставка.
1947 — Одесская областная выставка картин.
1950 — Выставка украинского изобразительного искусства в г. Полтава.
1954 — Одесская областная выставка картин.
1955 — Одесская областная выставка картин.
1960 — Одесская областная выставка картин.
2019 — Выставка работ художника во Всемирном клубе одесситов.